# 英艾日克乡 (和田县)
英艾日克乡，是中华人民共和国新疆维吾尔自治区和田地區和田县下辖的一个乡镇级行政单位。

## 行政区划
英艾日克乡下辖以下地区：
巴什阔尕其村、巴扎尔博依村、琼铁热克村、英也尔买来村、恰木古鲁克村、农场村、托勒干吉村、依米西力村、托格尔苏村、喀尔墩村和吐孜也依拉克村。